# Percy Hobart
Percy Cleghorn Stanley Hobart, pseud. „Hobo” (ur. 14 czerwca 1885 w Nainital, zm. 19 lutego 1957 w Farnham) – brytyjski inżynier wojskowy, znany głównie jako dowódca 79 Dywizji Pancernej podczas II wojny światowej, generał dywizji. Zaprojektował serię wyspecjalizowanych pojazdów opancerzonych, nazywanych od jego nazwiska „Hobart’s Funnies”, które brały udział w inwazji na Normandię i późniejszych działaniach wojsk alianckich na froncie zachodnim.

## Wczesne lata
Percy Hobart urodził się w Nainital w Indiach Brytyjskich, jako syn Roberta T. Hobarta (z Indyjskiej Służby Cywilnej) i Janetty (z domu Stanley). Jego matka urodziła się w hrabstwie Tyrone i mieszkała w Roughan Park, niedaleko Newmills, między Cookstown a Dungannon. Poślubiła Roberta Hobarta w kościele parafialnym w Tullaniskin w hrabstwie Dungannon, 7 października 1880 r.
W młodości Hobart studiował historię, malarstwo, literaturę oraz architekturę kościelną. Kształcił się w Temple Grove School i Clifton College, a w 1904 r. ukończył Królewską Akademię Wojskową w Woolwich i otrzymał przydział do Inżynierów Królewskich (ang. Royal Engineers). Najpierw został wysłany do Indii, ale podczas I wojny światowej służył we Francji i Mezopotamii (obecnie Irak). Brał udział w kampanii Waziristanu 1919–1920, kiedy siły armii brytyjskiej i indyjskiej stłumiły lokalne powstanie w prowincji Waziristan na północnym zachodzie Indii.
Uczęszczając do Staff College w Camberley od 1920 r., w 1923 r. przewidując rolę, jaką w przyszłych działaniach wojennych odegrają czołgi, Hobart zgłosił się na ochotnika do tworzonego właśnie Królewskiego Korpusu Pancernego. Tam zyskał przydomek „Hobo” i był pod wielkim wpływem pism Basila Liddella Harta o wojnie pancernej. Został mianowany instruktorem w Staff College w Quetcie w 1923 r., gdzie służył do 1927 r. W listopadzie 1928 r. Hobart poślubił Dorothę Field, córkę pułkownika C. Fielda z Royal Marines. Mieli jedną córkę. Siostra Hobarta, Elizabeth, poślubiła przyszłego feldmarszałka, Bernarda Montgomery' ego.
W 1934 r. Hobart został dowódcą pierwszej stałej brygady pancernej w Wielkiej Brytanii oraz inspektorem Królewskiego Korpusu Pancernego. Musiał walczyć o zasoby dla swojej jednostki, ponieważ armia brytyjska wciąż była zdominowana przez konserwatywnych oficerów kawalerii. Niemiecki generał Heinz Guderian był na bieżąco z pismami Hobarta, płacąc z własnego żołdu za tłumaczenie wszystkich artykułów opublikowanych przez niego w Wielkiej Brytanii.
W 1937 r. Hobart został Zastępcą Dyrektora ds. Obowiązków Sztabowych (Opancerzonych Pojazdów Bojowych), a następnie Dyrektorem Szkolenia Wojskowego. Awansował na generała dywizji. W 1938 roku Hobart został wysłany, aby sformować i wyszkolić świeżo utworzoną jednostką pancerną o nazwie Siła Mobilna Egiptu (ang. Mobile Force Egypt), chociaż miejscowy generał oparł się jego wysiłkom. Mimo że czasami jednostka ta była określana przez krytyków jako Farsa Mobilna (ang. Mobile Farce), Siła Mobilna Egiptu przetrwała, by później stać się 7 Dywizją Pancerną, znaną całemu światu jako „Szczury Pustyni”.

## II wojna światowa

### Przymusowa emerytura i Home Guard
Gen. Archibald Wavell wysłał Hobarta na przymusową emeryturę w 1940 r., opierając się na niesprawdzonych, krytycznych informacjach przekazanych przez War Office ze względu na jego „niekonwencjonalne” poglądy na temat wojny pancernej. Hobart dołączył wtedy do Local Defence Volunteers, później przekształconej w Home Guard jako zwykły kapral i otrzymał zadanie dowodzenia obroną cywilną swojego rodzinnego miasta, Chipping Campden. „Od razu Chipping Campden stało się najeżone doskonale przygotowanymi żołnierzami obrony cywilnej”, a Hobart awansował na stanowisko Zastępcy Dowódcy Rejonu. Liddell Hart skrytykował decyzję o odesłaniu Hobarta na emeryturę i napisał artykuł w gazecie "Sunday Pictorial". Premier Winston Churchill został powiadomiony o sprawie, a Hobart wkrótce ponownie przyjęty do armii w 1941 roku. Został przydzielony do szkolenia 11 Dywizji Pancernej, zadania, które wykonywał niezwykle skuteczne.
Jego przeciwnicy próbowali ponownie go usunąć, tym razem z przyczyn zdrowotnych, ale Churchill odrzucił te wnioski. Hobart był już stary jak na dowódcę liniowego (57 lat) i chorował. Po raz kolejny przydzielono mu zadanie szkoleniowe przy nowo sformowanej dywizji, tym razem 79 Dywizji Pancernej.

### 79 Dywizja Pancerna

Naszywka naramienna 79 Dywizji Pancernej

Rajd na Dieppe w sierpniu 1942 r. wykazał nieprzystosowanie zwykłych czołgów i piechoty do radzenia sobie z przeszkodami przeciwczołgowymi podczas desantu morskiego. Wskazało to na potrzebę zaprojektowania wyspecjalizowanych pojazdów do radzenia sobie z naturalnymi i sztucznymi przeszkodami podczas i po ostatecznym lądowaniu aliantów w Europie.
W marcu 1943 r. 79 Dywizja Pancerna Hobarta miała zostać rozwiązana z powodu braku zasobów, ale szef Imperialnego Sztabu Generalnego, gen. Alan Brooke,  zaproponował Hobartowi przekształcenie jego dywizji w jednostkę wyspecjalizowanych pojazdów pancernych. Hobart początkowo był podejrzliwy i przed akceptacją pomysłu skonsultował się z Liddellem Hartem, zapewniając, że będzie to jednostka operacyjna pełniąca rolę bojową. Jednostka została tymczasowo przemianowana na 79 Eksperymentalną Dywizję Pancerną Inżynierów Królewskich (ang. 79th (Experimental) Armored Division Royal Engineers). Odznaką jednostki była czarna głowa byka z rozchylonymi nozdrzami nałożonymi na żółty trójkąt; prezentowano ją z dumą na każdym pojeździe. Szwagier Hobarta, gen. Bernard Montgomery poinformował amerykańskiego generała Dwighta D. Eisenhowera, przyszłego Naczelnego Dowódcę Alianckich Sił Ekspedycyjnych o potrzebie zbudowania serii wyspecjalizowanych pojazdów pancernych.

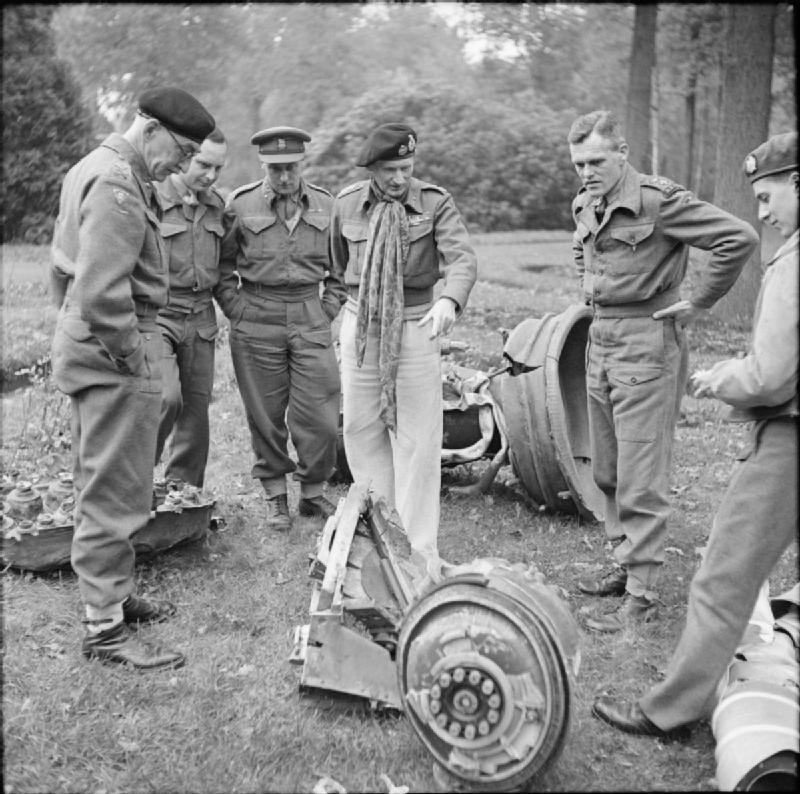
Feldmarsz. Bernard Law Montgomery bada pozostałości niemieckiej rakiety V2 w pobliżu kwatery głównej gen. Percy' ego Hobarta, dowódcy 79 Dywizja Pancernej (z lewej), 30 października 1944 r.

Pod dowództwem Hobarta zmodyfikowane konstrukcje czołgowe 79 Dywizji Pancernej nazwano „Hobart’s Funnies”. Użyto ich w czasie lądowania w Normandii, gdzie przypisywano im znaczącą pomoc alianckiej w zejściu na ląd i pokonaniu niemieckich umocnień. Pojazdy 79 Dywizji Pancernej zostały zaoferowane wszystkim jednostkom biorącym udział w operacji Overlord, ale Amerykanie nie skorzystali z żadnego oprócz amfibii Sherman DD. Liddell Hart powiedział o Hobarcie: „Uformowanie dwóch najlepszych brytyjskich dywizji pancernych tej wojny było niezwykłym osiągnięciem, ale Hobart uczynił z niego hat trick dzięki późniejszemu wyszkoleniu specjalistycznej 79 Dywizji Pancernej, decydującej o wyniku D-Day".
Pojazdy 79 Dywizji Pancernej nie były nigdy wykorzystywane razem jako jedna jednostka, ale były dołączane do innych jednostek. Pod koniec wojny dywizja Hobarta miała prawie siedem tysięcy pojazdów. 79 Dywizja Pancerna została rozwiązana 20 sierpnia 1945 r.
Hobart przeszedł na emeryturę wojskową w 1946 r. Zmarł w 1957 r. w Farnham w hrabstwie Surrey.
Jego imieniem nazwano koszary Brytyjskiej Armii Renu w Detmold w Niemczech Zachodnich.

## Nagrody i odznaczenia
W 1943 r. Hobart został Rycerzem-Kawalerem Orderu Imperium Brytyjskiego. Po wojnie odznaczono go amerykańską Legią  Zasługi. Został także kawalerem Orderu Łaźni, a za swoje działania w czasie I wojny światowej otrzymał Order Wybitnej Służby i Krzyż Wojskowy. W ciągu całej kariery wojskowej był dziewięciokrotnie wymieniany w rozkazie.